# Chicken (Alaska)
Pour les articles homonymes, voir Chicken.
Chicken est une ville d'Alaska située dans la région de recensement de Southeast Fairbanks. Elle est classée comme ville fantôme des États-Unis. En 2006 sa population était de 170 habitants contre 17 habitants en 2000 et 7 en 2010. Elle est desservie par la Taylor Highway.

## Transports
Chicken possède un aéroport (Chicken Airport, code AITA : CKX).

## Démographie
| Groupe            | Chicken | Alaska | États-Unis |
| ----------------- | ------- | ------ | ---------- |
| Blancs            | 100     | 66,7   | 72,4       |
| Autres            | 100     | 33,3   | 27,6       |
| Total             | 100     | 100    | 100        |
|                   |         |        |            |
| Latino-Américains | 14,3    | 5,5    | 16,7       |

| 1930 | 1940 | 1950 | 1980 | 2000 | 2010 |
| ---- | ---- | ---- | ---- | ---- | ---- |
| 20   | 41   | 34   | 37   | 17   | 7    |

| 2020 | - | - | - | - | - |
| ---- | - | - | - | - | - |
| 12   | - | - | - | - | - |